# آنا کوژیک
آنا کوژیک (انگلیسی: Anna Guzik؛ زادهٔ ۱۵ اوت ۱۹۷۶) بازیگر  اهل لهستان است.
از فیلم‌ها یا برنامه‌های تلویزیونی که وی در آن نقش داشته‌است، می‌توان به پدر متیو، هتل ۵۲، جستجوی سراسری و در خیابان سپولنی اشاره کرد.